# Земетресение в Шънси (1556)
Земетресението в Шънси през 1556 година е най-смъртоносното документирано земетресение в историята. Епицентърът му е в провинция Шънси, Китай. То се случва на 23 януари 1556 г. по време на управлението на династия Мин. Магнитудът му е 8 по скалата на Рихтер.